# Heilig Hart van Jezuskerk (Westerbeek)

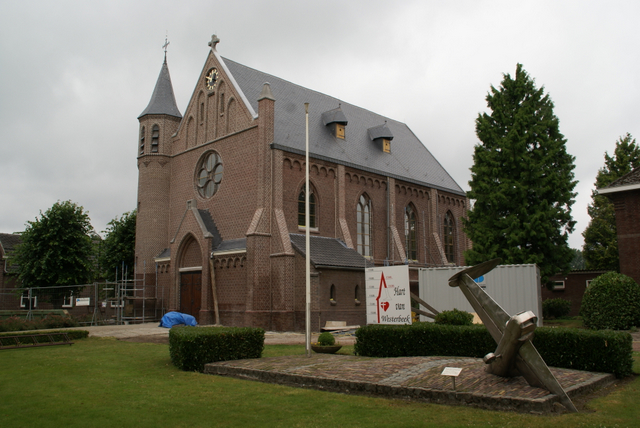
Heilig Hart van Jezuskerk

De Heilig Hart van Jezuskerk is de parochiekerk van de tot de Noord-Brabantse gemeente Land van Cuijk behorende plaats Westerbeek, gelegen aan de Stevensstraat 68.

## Geschiedenis
Westerbeek is een ontginningsnederzetting die pas omstreeks 1915 een dorpskern kreeg waarbij, naast een (katholieke) school, ook een kerk verrees en wel in 1922. Het was een rectorale hulpkerk van de parochie van Oploo. Pas in 1960 werd Westerbeek een zelfstandige parochie.
In 2010 fuseerde deze parochie met een groot aantal andere tot de parochie Maria Moeder van de Kerk. KerksSluiting dreigde en was voorzien voor 2013. De kerk bleef echter (2024) nog in gebruik als zodanig.

## Gebouw
Het is een eenbeukig bakstenen kerkgebouw in late neogotiek naar ontwerp van Jacques van Groenendael. Merkwaardig is de naastgebouwde bakstenen klokkentoren die rond is maar een achtkantige klokkenverdieping heeft, gedekt door een ingesnoerde naaldspits.